# Tyson Jackson
(en) Statistiques sur pro-football-reference
Tyson Jackson, né le 6 juin 1986 à La Nouvelle-Orléans (Louisiane), est un joueur américain de football américain évoluant au poste de defensive end.
Étudiant à l'Université d'État de Louisiane, il joua pour les LSU Tigers.
Il fut drafté en 2009 à la 3e place (premier tour) par les Chiefs de Kansas City. Il est devenu le joueur sélectionné le plus haut en draft NFL de son université.
Il évoluera en formation 3-4 mise en place cette année dans la franchise.